# I've Got You Under My Skin (nummer)
"I've Got You Under My Skin" is een nummer geschreven door Cole Porter in 1936. Het werd een van de bekendste nummers van Frank Sinatra, die het in 1956 op zijn album Songs for Swingin' Lovers! zette. In 1990 werd een cover door Neneh Cherry een hit in verschillende landen.

## Achtergrond
Porter schreef "I've Got You Under My Skin" voor de film Born to Dance uit 1936. In de film werd het nummer gezongen door Virginia Bruce. In 1937 werd het nummer genomineerd voor een Oscar in de categorie Beste Originele Nummer, maar verloor van "The Way You Look Tonight" uit Swing Time.
In 1946 zong Frank Sinatra "I've Got You Under My Skin" voor het eerst tijdens zijn wekelijkse radioshow als onderdeel van een medley met "Easy to Love" in een big bandarrangement door Nelson Riddle. Riddle was een fan van Maurice Ravel en zei dat het arrangement was geïnspireerd door zijn Boléro. Tijdens zijn concerten zong Sinatra het nummer ook vaak; zijn zoon Frank Sinatra jr. deed dit ook. In 1956 zette Sinatra het nummer voor het eerst op een van zijn albums, Songs for Swingin' Lovers!, en in 1963 nam hij het opnieuw op voor zijn album Sinatra's Sinatra. In 1966 verscheen een liveversie van het nummer op Sinatra at the Sands, waarop hij wordt begeleid door het orkest van Count Basie. In 1993 verscheen een duet met U2-zanger Bono op het album Duets, die tevens verscheen op de B-kant van de U2-single "Stay (Faraway, So Close!)".
In 1959 werd "I've Got You Under My Skin" gecoverd door Louis Prima en Keely Smith, die met hun versie op plaats 95 in de Amerikaanse Billboard Hot 100 terechtkwamen. Een cover door The Four Seasons kwam in 1966 tot de negende plaats in deze lijst en werd tevens een hit in Canada en het Verenigd Koninkrijk. In 1990 coverde Neneh Cherry het nummer voor het album Red Hot + Blue, waarop diverse artiesten nummers van Cole Porter zongen. Cherry verving het grootste deel van de tekst door een rap over slachtoffers van aids. Haar versie bereikte plaats 25 in de Britse hitlijsten. In Nederland kwam het tot de veertiende plaats in zowel de Top 40 als de Nationale Top 100, terwijl het in Vlaanderen op plaats 27 in de voorloper van de Ultratop 50 terechtkwam. Andere covers van het nummer zijn afkomstig van onder meer Michael Bublé, Julio Iglesias en Charlie Rich.

## Hitnoteringen

### Frank Sinatra

#### NPO Radio 2 Top 2000
| Nummer met noteringen in de NPO Radio 2 Top 2000 | '99  | '00  | '01  | '02  | '03  | '04 | '05  | '06  | '07  | '08  | '09  | '10  | '11  | '12  | '13  | '14  | '15  | '16  | '17  | '18  |
| ------------------------------------------------ | ---- | ---- | ---- | ---- | ---- | --- | ---- | ---- | ---- | ---- | ---- | ---- | ---- | ---- | ---- | ---- | ---- | ---- | ---- | ---- |
| I've Got You Under My Skin                       | 1046 | 1174 | 1409 | 1180 | 1170 | 911 | 1152 | 1288 | 1200 | 1155 | 1248 | 1267 | 1272 | 1407 | 1244 | 1390 | 1149 | 1434 | 1726 | 1858 |

1. ↑  Een vetgedrukt getal geeft de hoogste notering aan.
2. ↑  Deze tabel is bijgewerkt tot en met de laatste editie (2024).

### Neneh Cherry

#### Nederlandse Top 40
| Hitnotering: 06-10-1990 t/m 17-11-1990 | Hitnotering: 06-10-1990 t/m 17-11-1990 | Hitnotering: 06-10-1990 t/m 17-11-1990 | Hitnotering: 06-10-1990 t/m 17-11-1990 | Hitnotering: 06-10-1990 t/m 17-11-1990 | Hitnotering: 06-10-1990 t/m 17-11-1990 | Hitnotering: 06-10-1990 t/m 17-11-1990 | Hitnotering: 06-10-1990 t/m 17-11-1990 | Hitnotering: 06-10-1990 t/m 17-11-1990 |
| Week                                   | 1                                      | 2                                      | 3                                      | 4                                      | 5                                      | 6                                      | 7                                      |                                        |
| -------------------------------------- | -------------------------------------- | -------------------------------------- | -------------------------------------- | -------------------------------------- | -------------------------------------- | -------------------------------------- | -------------------------------------- | -------------------------------------- |
| Positie                                | 35                                     | 22                                     | 16                                     | 14                                     | 16                                     | 21                                     | 38                                     | uit                                    |

#### Nationale Top 100
| Hitnotering: 22-09-1990 t/m 01-12-1990 | Hitnotering: 22-09-1990 t/m 01-12-1990 | Hitnotering: 22-09-1990 t/m 01-12-1990 | Hitnotering: 22-09-1990 t/m 01-12-1990 | Hitnotering: 22-09-1990 t/m 01-12-1990 | Hitnotering: 22-09-1990 t/m 01-12-1990 | Hitnotering: 22-09-1990 t/m 01-12-1990 | Hitnotering: 22-09-1990 t/m 01-12-1990 | Hitnotering: 22-09-1990 t/m 01-12-1990 | Hitnotering: 22-09-1990 t/m 01-12-1990 | Hitnotering: 22-09-1990 t/m 01-12-1990 | Hitnotering: 22-09-1990 t/m 01-12-1990 | Hitnotering: 22-09-1990 t/m 01-12-1990 |
| Week                                   | 1                                      | 2                                      | 3                                      | 4                                      | 5                                      | 6                                      | 7                                      | 8                                      | 9                                      | 10                                     | 11                                     |                                        |
| -------------------------------------- | -------------------------------------- | -------------------------------------- | -------------------------------------- | -------------------------------------- | -------------------------------------- | -------------------------------------- | -------------------------------------- | -------------------------------------- | -------------------------------------- | -------------------------------------- | -------------------------------------- | -------------------------------------- |
| Positie                                | 98                                     | 83                                     | 62                                     | 32                                     | 21                                     | 16                                     | 14                                     | 21                                     | 43                                     | 62                                     | 88                                     | uit                                    |